# Carey More
Carey More (ur. 15 października 1957 w Londynie) – brytyjska aktorka filmowa i telewizyjna. Siostra-bliźniaczka aktorki Camilli More, z którą wystąpiła w filmach Nienasycony (1984) i Piątek, trzynastego 4: Ostatni rozdział (1984).

## Filmografia
- Fantasy Island (1984)
- Nienasycony (Calendar Girl Murders, 1984)
- Piątek, trzynastego 4: Ostatni rozdział (Friday the 13th: The Final Chapter, 1984)
- Bliźniak (Jumeau, Le, 1984)
- Raz ugryziona (Once Bitten, 1985)
- Dni naszego życia (Days of Our Lives, 1987)
- Crystal Lake Memories: The Complete History of Friday the 13th (2013)